# Passalurose
Die Passalurose ist die häufigste Fadenwurminfektion bei Kaninchen und Hasen. Sie wird durch Pfriemenschwänze der Gattung Passalurus ausgelöst.
Die Weibchen legen ihre Eier mittels eines Eischlauches in die Mastdarmschleimhaut oder auf die Kotballen darin ab. Noch innerhalb der Eihülle entsteht im Mastdarm die ansteckungsfähige Larve 3. Die Eier werden als Schmierinfektion aus der Umgebung aufgenommen. Im Dickdarm schlüpft daraus die Drittlarve und über zwei weitere Häutungen entstehen daraus die Adulten. Die Präpatenz beträgt etwa zwei Monate. Da die Eier sehr widerstandsfähig und über Monate ansteckend sind, breitet sich die Parasitose relativ schnell in Beständen aus. Krankheitserscheinungen treten vor allem bei Jungtieren auf, die älteren Tiere sind häufig symptomlose Träger und dienen als Erregerreservoir. Ein starker Befall führt zu Gewichtsabnahme, Durchfall und Juckreiz in der Analregion, eine deutliche Entzündungsreaktion ist allerdings äußerst selten.
Die Diagnose erfolgt durch den Nachweis der Eier mittels Flotationsverfahren oder Abklatschpräparat aus der Analregion. Sie sind bräunlich, glattwandig, etwa 100 µm × 50 µm groß, deutlich asymmetrisch und am spitzeren Pol liegt ein abgeschrägter Polpfropf. Zur Behandlung wird Fenbendazol eingesetzt, welches sowohl gegen Larven als auch Adulte wirksam ist. Eine gründliche Reinigung der Umgebung und Hygienemaßnahmen sind zur Elimination aus einem Bestand unerlässlich. Auch Febantel, Mebendazol, Ivermectin und Doramectin sind wirksam.